# Anizogámia

Az anizogámia különböző formái: A) motilis sejtek anizogámiája, B) oogámia (petesejt és hímivarsejt C) nem motilis sejtek anizogámiája (petesejt és spermatium)

Az anizogámia (néha még: heterogámia) az ivaros szaporodás olyan formája, melyben az összeolvadó ivarsejtek (gaméták) morfológiailag különböznek (méretben, vagy méretben és alakban is)
A kisebb ivarsejtet hím- (spermium), a nagyobbikat nőivarúnak (petesejt) nevezzük.
Az anizogámiának több típusa lehetséges. Rendelkezhet mindkét fajta gaméta ostorral, és így motilisak lehetnek. Az anizogámia másik fajtájánál egyik fajta gamétának sincs ostora – ez a helyzet néhány algánál és a növényeknél. A Polysiphonia vörösmoszat esetében a nagyméretű, mozgásképtelen petesejteket kisméretű, szintén mozgásképtelen spermatiumok termékenyítenek meg. A zárvatermők ivarsejtjei gametofitonokban fejlődő, önálló mozgásra képtelen sejtek.
Az állatokban előforduló heterogámia neve oogámia. Oogámia esetén a nagyméretű, nem motilis petesejtet (ovum) apró, motilis spermium (spermatozoon) termékenyíti meg. A petesejt hosszú élettartamra, az apró spermium pedig mozgékonyságra és sebességre van optimalizálva. A petesejt mérete és erőforrásai lehetővé teszik, hogy az úszó spermiumokat vonzó feromonokat termeljen.

## Az anizogámia evolúciója
Az anizogámia a kisméretű (spermium) és nagyméretű (petesejt) ivarsejtek megtermékenyülésének jelensége. A gaméták méretkülönbsége jelenti az alapvető különbséget a hím- és nőivar között. Az anizogámia elsőként a többsejtű, haploid fajokban fejlődött ki, miután a különböző párosodási típusok elkülönülése már megtörtént.
Két fő elmélet létezik az anizogámia kifejlődésének magyarázatára. Az első a hímivarsejtek versengése és a spermiumok önzősége; a másik elmélet a különböző párosodási típusok közötti, a megtermékenyülés kockázatait kezelő kooperációra fókuszál. Mindkét elmélet azt feltételezi, hogy az anizogámia diverzifikáló szelekció
útján jutott érvényre egy ősi, izogám populációban, és hogy létezik egy kompromisszum a nagyobb ivarsejtszám és az egyes ivarsejtek kisebb fitnesze között, mivel adott egyed csak bizonyos mértékig képes befektetni a saját szaporodásába.
A hímivarsejtek versengésének Geoff Parker által felállított elmélete volt az első, ami megkísérelt magyarázatot adni az anizogámiára. Elgondolása szerint, mivel a zigóták mérete mindkét fajta gaméta méretétől függ, ezért ha csak az egyik fajta gaméta mérete csökken le, az átlagos zigótaméret a felénél kisebbre nem fog lecsökkenni, így nagy nyereség adódhat a gaméta méretcsökkentéséből a darabszám nagymérvű növelése érdekében. Ekkor a sok, apró gaméta még mindig „élősködhet” a nagyméretű gamétákon a gének átadásakor. Ezért a nagyméretű gamétáknak növelniük kell a méretüket, hogy kompenzálják a zigóták tápanyagának csökkenését. Így a hímivarsejtek versengése, ami eredetileg a gaméták számának növelése irányába ható szelekciós erő volt, végső soron a kétfajta gaméta méretkülönbségének okává is vált, és így a spermiumok és petesejtek kifejlődésének okává is.
A versengés azonban nem csak a spermiumok, hanem a petesejtek között is létezik. Parker elmélete nem nyújt magyarázatot arra nézve, hogy miért éppen a hímivarsejtek a kisebbek és nem a petesejtek, illetve hogy mi okozta a proto-spermiumok és proto-petesejtek egyenlőtlenségét. A helyzet az, hogy egy újabb keletű matematikai modell szerint a hímivarsejtek versengése az anizogámia kifejlődésének sem nem szükséges, sem nem elégséges feltétele. Bár a versengés váltotta ki a hímivarsejtek egyre kisebbé (de még éppen funkcionálissá) válását, de csak azután, hogy az anizogámia és a hímivarsejtek kisebb mérete már kifejlődött! Az anizogámia kifejlődésének valódi oka a megtermékenyítés kockázata lehet. A többsejtű élőlények párzásakor fontos problémája az ivarsejtek transzportálásának kérdése a megtermékenyülés helyére, ami legalább az egyik párosodási típusnál kifejlődik, mivel a különböző egyedek ivarsejtjei általában nem kerülnek közvetlen érintkezésbe. A transzportálás azonban a kudarc valamilyen valószínűségét hordozza magában, így a megtermékenyítés egy kockázati tényezője. Ha ez a kockázat megnő, az egyik párosodási típus ivarsejtjeinek kisebbé kell válniuk, hogy a darabszám növelésével csökkentsék a kockázatot, a másik párosodási típus ivarsejtjeinek pedig nagyobbá kell válniuk, hogy kompenzálják a zigóták tápanyagának csökkenését. A transzportált, illetve mobilisabb ivarsejtek méretcsökkenése és végül spermiummá alakulása nagyobb előnnyel jár, lényegében mivel nagyobb kockázattal néznek szembe; ugyanis számukra a megtermékenyítés kudarcos lehet akkor is, ha más transzportált ivarsejtek is ugyanazzal a (másik párosodási típusba tartozó) ivarsejttel találkoznak. Végezetül, a transzportált ivarsejtek jobban szétszóródnak, és így kevesebb a „testvéri versengés” közöttük, ami szintén a nagyobb gamétaszámnak kedvez.
Tehát, a megtermékenyítés kockázatai és az ennek a kezelésére irányuló, különböző párosodási típusok közötti kooperáció voltak az okai az anizogámia kifejlődésének. Spermiumok fejlődtek ki, hogy megnöveljék a megtermékenyítési események valószínűségét, és petesejtek,  hogy kompenzálják a tápanyag csökkenését. Ráadásul, ha a petesejtek nagyobbra nőnek, akkor a spermiumok még kisebbé válhatnak, és fordítva. Ez a kooperáció lehet az oka annak, hogy nagyon sok élőlény spermiumai rendkívül apró méretűek, petesejtjei pedig rendkívül nagyok.

## Fordítás
Ez a szócikk részben vagy egészben az Anisogamy című angol Wikipédia-szócikk ezen változatának fordításán alapul.  Az eredeti cikk szerkesztőit annak laptörténete sorolja fel. Ez a jelzés csupán a megfogalmazás eredetét és a szerzői jogokat jelzi, nem szolgál a cikkben szereplő információk forrásmegjelöléseként.